# Nikolai Losski
Nikolai Onufrievich Losski (em russo:   Никола́й Ону́фриевич Ло́сский, 6 de dezembro [Calend. juliano: 24 de novembro] 1870 – 24 de janeiro de 1965), também conhecido como N. O. Losski, foi um filósofo russo, representante do idealismo russo, da epistemologia intuitivista e do personalismo. Elaborou uma ética e axiologia baseada na existência do livre arbítrio (conceito chamado por alguns de "libertarianismo metafísico"). Ele deu ao seu sistema filosófico o nome de personalismo intuitivista. Fez, com isso, contribuições não apenas à antropologia filosófica, mas também à antropologia religiosa e mística. Por sua monadologia, Losski também foi categorizado dentro do neoleibnizianismo, ou leibnizianismo russo.
Nascido na Letônia, passou a sua vida profissional em São Petersburgo, Praga, Bratislava, Nova Iorque e Paris. Exilado pelos soviéticos nos navios dos filósofos, Losski foi um defensor da tradição cultural da Era de Prata russa. Ele foi o pai do influente teólogo cristão Vladimir Losski. Pensador sistemático e universal de filosofia, fez uma síntese de várias áreas e pensadores.
A obra de Losski definiu novas direções ao pensamento filósofo russo da época, inspirando diversas personalidades contemporâneas religiosas, filosóficas e científicas, como Nikolai Berdiaev e Semion Frank.

## Vida
Losski nasceu em Kraslava, então no Império Russo. Seu pai, Onufri Losski, tinha raízes bielorrussas (seu avô era um padre uniata greco-católico) e era um cristão ortodoxo oriental; sua mãe, Adelajda Przylenicka, era polonesa e católica romana. Sua mente aberta levou-o a ser chamado pejorativamente de "ateu" na escola. Pego com a leitura das obras de Dmitry Pisarev, Nikolay Dobrolyubov, Nikolay Mikhaylovsky e Wilhelm Wundt, além de em discussões sobre ateísmo e socialismo com colegas, foi expulso do ginásio em 1887 sob a acusação de propaganda. Mesmo proibido de ingressar em instituições russas após esse ocorrido, conseguiu se matricular na Universidade Imperial de São Petersburgo, estudando na Faculdade de Física e Matemática de 1891 a 1894. Em 1894, começou a estudar na Faculdade Histórica-Filológica, interessando-se profundamente pelos pensadores filosóficos.
O desenvolvimento inicial do sistema metafísico de Losski foi influenciado em grande medida pelo idealismo de Alexei A. Kozlov (1831–1901), a partir do contato e amizade que Losski tinha com o filho deste filósofo, Sergei Askoldov, iniciada nessa mesma época. Segundo Losski conta em suas memórias, "sob a influência de suas conversas com Kozlov que ele rapidamente se libertou do materialismo para chegar ao seu oposto―pampsiquismo".
Losski realizou estudos de pós-graduação na Alemanha com Wilhelm Windelband, Wilhelm Wundt e G. E. Müller, obtendo mestrado em 1903 e doutorado em 1907.
A sua tese de mestrado analisou as teorias psicológicas pela perspectiva do voluntarismo, sob o título Die Grundlagen der Psychologie vom Standpunkte des Voluntarismus ("Os fundamentos da psicologia do ponto de vista do voluntarismo"). Sua magnum opus serviu ao doutorado e foi chamada Os fundamentos do intuitivismo. Buscando conciliar empirismo e misticismo, Losski chamou sua teoria primeiro de "empirismo universalista ou místico", mas somente na dissertação de doutorado definiu seu nome como "intuitivismo". Depois retornou à Rússia, publicando em diversos periódicos russos. Na época, em 1909, muitos intelectuais russos contribuíam aos simpósios Vekhi, dentre eles Berdiaev, Bulgakov, Struve e Frank, que eram ex-marxistas críticos a excessos revolucionários e publicaram um manifesto clamando à renovação espiritual da Rússia.
Em 1916, tornou-se professor de filosofia em São Petersburgo. Losski apelou a um redespertar religioso e espiritual, ao mesmo tempo que apontava os excessos pós-revolução. Na mesma época, Losski sobreviveu a um acidente de elevador que quase o matou, o que o levou a voltar para a Igreja Ortodoxa Russa sob a direção do padre Pavel Florensky. Essas críticas e conversões custaram a Losski seu cargo de professor de filosofia e o levaram ao exílio no exterior, no famoso navio dos filósofos (em 1922) da União Soviética, como um contrarrevolucionário, mesmo ele sendo um socialista fabiano.
Exilado, Losski foi convidado para ir a Praga pelo primeiro presidente da república tchecoslovaca, Tomáš Masaryk. Tornou-se professor na Universidade Russa de Praga, onde ensinou por muitos anos. Em 1942, mudou-se para lecionar em Bratislava com o apoio do presidente Jozef Tiso. Esses vários anos foram férteis em amizades e interações, incluindo críticas no intercâmbio de pensamento com outros pensadores, como contra os positivistas. Ele também colaborou com o sociólogo de Harvard Pitirim Sorokin no livro Dinâmica Social e Cultural.
Em 1945, com a aproximação das tropas de Stalin durante a Ofensiva de Praga e temendo ser eliminado por agentes secretos soviéticos por ser um exilado russo, abandonou a Eslováquia, viajando para Praga e depois para Paris. Muitos de seus colegas russos foram de fato raptados pelos soviéticos e enviados a gulags.
Depois de uma breve estadia na França, em 1947 Losski assumiu o cargo de professor de teologia no Seminário Teológico Ortodoxo de São Vladimir, um seminário cristão ortodoxo em Crestwood, Nova Iorque. Em 1951, publicou o livro História da Filosofia Russa, que serviu também para desenvolver seu próprio pensamento e aproximação entre filosofia e religião, e analisou categorias de pensadores russos como "eslavófilos" e "ocidentalizantes". Na introdução de Valor e Existência, também afirmara que "devido à tradição da Igreja, a Rússia tinha uma filosofia implícita, uma filosofia que nasceu do neoplatonismo dos Padres da Igreja. Este neoplatonismo implícito é a verdadeira herança do pensamento russo".
Em 1958, seu famoso filho, Vladimir Losski, faleceu tragicamente. Isso levou a Nikolai cair em profunda depressão e ter sua saúde deteriorada. Em 1961, Losski foi para a França. Os últimos quatro anos de sua vida foram passados lá, lutando contra doença, até falecer aos 94 anos em 1965.

## Filosofia

### Intuitivismo
Losski foi um dos mais proeminentes neoidealistas russos de sua época. A Гносеология ou gnosiologia de Losski é chamada de personalismo intuitivista e adaptou em parte a abordagem dialética hegeliana de se considerar primeiro um problema de pensamento em termos de sua expressão como uma dualidade ou dicotomia. Uma vez que o problema é expresso como uma dicotomia, as duas ideias opostas são fundidas para transcender a dicotomia. Esta transição se expressa no conceito de sobornost, integralidade ou união comunal mística.

#### Conhecimento e memória
A epistemologia de Losski teve uma virada após sua conversão religiosa, abandonando suas tendências céticas e agnósticas anteriores em favor da patrística, dos patriarcas ortodoxos e do neoplatonismo cristão. Foi influenciado pelos místicos russos Aleksei Stepanovich Khomiakov (1804–1860) e Ivan Vasilyevich Kireevsky (1806–1856) na fase mais tardia de sua vida, e principalmente por Vladimir Soloviov. Buscando mais elaborar uma filosofia metafísica do que uma teologia, desenvolveu um sistema neoidealista que chamou de personalismo intuitivista, incorporando a gnosiologia neoplatônica e a dialética hegeliana em sua epistemologia. Utilizava de conceitos como intuição ou o noema husserliano para afirmar que a percepção humana dos objetos do mundo captava imediatamente e diretamente os objetos reais, e não suas imagens. Para ele, apreendemos e conhecemos os objetos em seu ser real, sua essência. Dizia que havia uma conexão entre sujeito e objeto, que Losski chamava de "coordenação epistemológica", a qual era supratemporal e supraespacial. Ele chamava esse seu sistema epistemológico, ontológico e metafísico de "realismo ideal".
Para Losski, no processo de entendimento se desenvolve a compreensão de um objeto pela experiência consciente direta e, a partir disso, forma-se a memória, a qual se torna fundamento para todos os processos conscientes subsequentes. Assim, segundo ele, a mente absorve e estrutura as impressões da realidade direta de maneira coesa e unificada com o mundo. Para Peter Mornar, essa apreciação noética de Losski é monista.
Defendia, assim, um intuitivismo absoluto e imanentismo, pela assertiva "tudo é imanente em todo o resto", e afirmava que a consciência atuava não racionalmente, mas através da intuição e nous, em uma conexão orgânica do conhecedor com o ambiente. O nous, por meio da atividade racional da lógica, estrutura as várias parcelas de experiências armazenadas na memória. Ele assumia um otimismo epistemológico em que todas as coisas seriam passíveis de entrar na consciência, e que os objetos existem independentemente da consciência do sujeito (transsubjetividade). Para Losski, todas as coisas são consubstanciais.
Ele considerava a existência de seres ideais e reais em uma dicotomia. Para isso, adotava uma monadologia, em que as mônadas de Leibniz eram chamadas por Losski em seu sistema pessoal de "agentes substantivais". Esses agentes substantivais são seres ideais concretos que servem de ponte entre a realidade ideal e os seres atuais. Losski os considerava dotados de liberdade, natureza criativa e aperfeiçoabilidade infinita. Diferente de Leibniz, que afirmava as mônadas como mentes "dormentes", há para Losski, por trás dos processos materiais, vários agentes substantivais que pertencem a estágios inferiores de evolução, participando da criação do processo global de maneira complexa em vários níveis. Enquanto para Leibniz as mônadas eram "sem janelas", para Losski, seguindo Kozlov, havia abertura, interpenetração e interação entre as mônadas.
Assim, o sistema de Losski se assemelha a alguns temas metafísicos de interesse atual, como o pampsiquismo. As almas, em sua interação, são agentes substantivais, em um personalismo hierárquico, à medida que há transferência de sabedoria na interação.
Segundo Losski, a materialidade é derivada do conjunto dos agentes substantivais, conforme afirma: "O ser material é um processo; surge no processo de interação de agentes substantivos – o que leva ao mesmo tempo à origem do espaço e do tempo" e "o esforço mútuo dá origem à existência da matéria"; a partir disso é possível se originar a injustiça, porém nesse sistema ele também faz emergir um significado moral do cosmos, em progressiva desmaterialização. Em Personalismo versus Materialismo (1952), Losski afirma concordar com a "teoria dinamística da matéria" da física moderna, parcialmente concordando com a filosofia do processo de Alfred N. Whitehead.
Grande parte do trabalho de Losski sobre uma teoria ontológica do conhecimento foi feita em colaboração com seu amigo próximo e colega de trabalho Semen L. Frank. Juntos, focaram a pesquisa na abstração do conhecimento, afirmando que o "conhecimento epistemológico" apenas era obtido após a abstração consciente dos eventos intuitivamente experienciados e memorizados, a partir do que o sujeito transcende a realidade o espaço e tempo, mas continua conectado com o mundo.

### Sobornoste o mundo como um todo orgânico
Em 1917, Losski publicara O Mundo como um Todo Orgânico. Sobornost era uma noção de unidade toda abrangente bastante implícita no pensamento religioso russo da época e desenvolvida principalmente por Soloviov. Losski a desenvolveu, e para ele a alma é a moradia da energeia ou dynamis do universo, atuando como ponte entre imanência e transcendência. Essa energia constitui uma força viva que impulsiona a pessoa a atingir o todo orgânico completo. Esse pensamento se assemelha a um vitalismo. Toda pessoa possuiria um potencial ou energia incriada (energeia), e portanto seria necessária a existência um poder criativo "superqualitativo". Segundo o filósofo, só se obtém sobornost quando se completa esse potencial criativo.

Ele defendia que havia uma série de leis que precondicionavam a estrutura cósmica, mas defendia que no ser humano e no cosmos havia também "liberdade para uma infinita variedade de atividades". Nesse conjunto, afirmou que "a criatividade de todas as criaturas que vivem em Deus deve ter sobornost e tem que ser unânime". Associava o sobornost à dialética e à união mística. Na década de 1930, Losski também deu uma elaboração definitiva de sobornost no sentido estético:
"O sobornost' da atividade criativa não significa que todos os agentes criam monotonamente o mesmo tipo de coisas, mas pelo contrário que cada agente contribui com algo único, autêntico e distintivo, algo que não pode ser substituído por outros criadores – por outras palavras, algo individual. No entanto, cada contribuição deste tipo está harmoniosamente correlacionada com as atividades criativas de outros membros do Reino de Deus e, portanto, o resultado de sua atividade criativa é um todo orgânico perfeito, que é infinitamente rico em conteúdo"

Assim, a personalidade humana emerge como uma hipóstase que se completa, em cooperação com Deus.
“A tarefa do homem como ser autoconsciente é superar todas as formas de mal e imperfeição, decorrentes da Queda e conectadas com a corporeidade impenetrável; o homem tem que promover o processo de reunião de todas as criaturas entre si e com Deus. Para fazer isso, ele deve sacrificar-se pelo amor de Deus e do mundo inteiro. Mas o grande propósito de tornar o mundo divino não pode ser realizado apenas pelo homem, uma vez que a potência positiva do ser pertence a Deus e não ao homem.”
Para Losski, o amor é o valor mais absoluto e força vital que unifica a sociedade. Mesmo existindo idealmente somente no Reino de Deus, tal como o bem, afirma o seu valor normativo e formativo. Ele considerava o amor ágape como instantâneo e não gradual, manifestando-se como um insight; essa era a maior forma de amor que, quando atingida, garantia a integração cultural. Também afirmava, à maneira platônica, um controle do eros, mas que o ágape incluía em si todas as formas mais baixas do amor.

Losski considerava que há criaturas em um estágio superior aos seres humanos, como aquelas do que ele chama estarem no "Reino de Deus", as quais dirigiriam a evolução da humanidade e vivem vidas supratemporais e supraespaciais. O agente substantival de maior grau, para Losski, é Sofia ou a Alma do Mundo. Deus é considerado o criador de todas as mônadas e o princípio supramundano absoluto. Seu sistema não era panteísta e Losski afirmava:
"entre Deus e o mundo não há identidade, nem total nem parcial. Ontologicamente, Deus e o mundo estão separados por um precipício. Portanto, meu ensinamento é uma forma extrema de teísmo, a mais oposta a todas as variações do panteísmo."
O conceito de evolução de Losski se inspirou também em Soloviov e no matemático N. V. Bugaev, que propôs o conceito de "monadologia evolucionária", de uma forma não biológica. Já Soloviov afirmava uma evolução de todo o cosmos, incluindo os reinos da vida. Losski adotou principalmente as ideias desse último, em uma teleologia dos seres, enfatizando a liberdade das criaturas.
Losski propunha também uma teoria da reencarnação para o aperfeiçoamento dos agentes substantivais, desde as partículas mais elementares até a corpos de criaturas mais superiores em uma escala evolutiva. Em seu artigo de 1931 A Doutrina da Reencarnação como Metamorfose de Leibniz, ele tentou reconstituir uma teoria reencarnatória presente de forma espalhada no sistema leibniziano. Também a contextualizou dentro de sua escatologia cristã, em relação com o purgatório e a doutrina da apocatástase, em que tudo e todos estariam voltados ao bem. Segundo Losski, o ser humano em outras condições prévias de existência poderia ter atuado conforme a ideia do "cavalo", até adquirir seu tipo de "humanidade", e que após a morte viveria como uma criatura mais perfeita. Ele afirmou em 1938:
"uma pessoa é um agente, que foi no início da história do mundo, um ex-elétron ou próton, que mais tarde se tornou o agente central de um átomo, depois de uma molécula, depois de algum organismo unicelular, e então viveu, talvez, em uma série de organismos multicelulares vegetais ou animais e, finalmente, alcançou o nível da personalidade humana, formando um corpo humano e realizando um tipo de comportamento humano"
Em Metafísica Cristã Personalista (1957), afirmou que "tais transições de um tipo de vida para outro, com um novo corpo, são reencarnações". Losski apelava também para um boato que ouvira falar de seu assistente Jozef Dieška, de que um monge salesiano teria lhe contado que conferências sobre reencarnação teriam ocorrido em Roma e que teólogos consideravam sua discussão.

### Libertarianismo metafísico
Losski adotava uma postura libertarianista na metafísica da necessidade e determinação, afirmando a existência do livre arbítrio. Ele considerava que há liberdade e aleatoriedade na natureza, o que compara como análogo ao movimento do amor. Devido à essa irracionalidade e indeterminismo inerentes, o mundo só poderia ser compreendido intuitivamente.

Conforme a teoria dos agentes substantivais de Losski, os agentes têm potencial (dynamis) e podem agir (os seres têm energia) a partir desse potencial. Todo poder ou potencial vem do indivíduo. Essa realidade espontânea ou orgânica se estrutura ou se ordena para reconciliar forças opostas (sobornost), mantendo-se a ordem e o livre arbítrio. Com isso, cada polo de existência (o criado e o incriado da gnosiologia) ou ideologias opostas alcançam compromisso através do valor e da existência e manifestam-se num todo orgânico completo.
| “                                                                                               | "Segunda Seção: Essa seleção é um ato livre do agente. Consequentemente, a ordem temporal dos eventos não é uniforme mesmo na natureza inorgânica. É bem possível que, embora dois elétrons tenham se repelido por milhões de vezes, eles não o farão na próxima vez. Mas as conexões funcionais entre formas ideais condicionam a existência do mundo como um “sistema” – por ex. os princípios matemáticos e as leis da hierarquia de valores e o seu significado para a conduta que condiciona a presença de sentido no mundo – são independentes da vontade dos agentes. A violação destas leis é impensável, mas elas não destroem a liberdade do agente: apenas criam a possibilidade da atividade como tal e do seu valor. Essas leis condicionam a estrutura cósmica, dentro da qual há liberdade para uma variedade infinita de atividades. O sistema de formas espaço-temporais e numéricas oferece espaço para atividades que se opõem umas às outras em direção, valor e significado para o mundo. A ausência de uma conexão rigidamente uniforme entre os eventos não torna a ciência impossível. É suficiente para a ciência que haja uma conexão mais ou menos regular entre os eventos no tempo. Quanto menor o estágio de desenvolvimento do agente, mais uniformes são suas manifestações. Nesses casos, pode haver leis estatísticas. Muitos mal-entendidos sobre a doutrina do livre arbítrio são resolvidos através da distinção entre liberdade “formal” e “material”. A liberdade formal significa que em cada caso um agente pode abster-se de alguma manifestação particular e substituí-la por outra. Essa liberdade é absoluta e não pode ser perdida em nenhuma circunstância. Liberdade material significa o grau de poder criativo possuído por um agente e encontra expressão naquilo que ele é capaz de criar. É ilimitado no Reino de Deus, cujos membros unanimemente combinam as suas forças para a criatividade comunitária e até obtêm ajuda da onipotência de Deus. Mas os agentes fora do Reino de Deus estão num estado de deterioração espiritual e têm muito pouca liberdade material, embora a sua liberdade formal esteja intacta. A vida fora do Reino de Deus é o resultado do uso errado do livre arbítrio." | ” |
| — History of Russian Philosophy, seção sobre N. Lossky no capítulo sobre intuitivistas, p. 260. | |   |

O argumento de Losski é de que o determinismo não pode explicar a causa da energia no Universo, sendo ela uma substância que não pode ser criada ou destruída. Cada agente explica a sua existência como a sua própria manifestação dinâmica. Manifestação dinamística como sendo de ato ou energia derivada de uma interpretação neoplatônica.
| “ | "Primeira seção: Os deterministas negam a liberdade da vontade alegando que todo evento tem uma causa. Eles entendem por causalidade a ordem da sequência temporal de um evento após outros eventos e a uniformidade dessa sequência. Causação, geração, criação e todos os outros aspectos dinâmicos de causalidade são descartados. Losski prova que a vontade é livre, tomando como ponto de partida a lei da causalidade, mas defendendo uma interpretação dinâmica dela. Todo evento não surge de si mesmo, mas é criado por alguém: não pode ser criado por outros eventos: tendo uma forma temporal, os eventos caem a cada instante no reino de passado e não têm poder criativo para gerar o futuro. Apenas os agentes substantivais supratemporais – isto é, personalidades reais e potenciais – são portadores de poder criativo: eles criam eventos como as suas próprias manifestações vitais. De acordo com a interpretação dinamística da causalidade, é necessário distinguir entre as condições sob as quais um evento ocorre como a “causa” da “ocasião” do seu acontecimento. A causa é sempre o próprio agente substantival como portador do poder criativo, e as outras circunstâncias são meras “ocasiões” para as suas manifestações, que não são por elas forçadas nem predeterminadas. O poder criativo dos agentes é “superqualitativo” e não predetermina, portanto, quais valores particulares um agente selecionará como seu fim último." ―History of Russian Philosophy, seção sobre N. Lossky no capítulo sobre intuitivistas, p. 260. | ” |

Em A Liberdade da Vontade (1927), considera a existência de um fundamento transpessoal divino para cada agente, porém que a existência de liberdade pertencia ao ser humano natural. Isso permitiria o que chama de "poder criativo metalógico da vontade":
"Esta Ideia individual não é o eu individual tal como ele realiza suas atividades na realidade, mas como está idealmente destinado a ser (...) O Self idealmente perfeito, i.e. a imagem de Deus no homem é sua essência normativa e não natural."
Dizia que tudo é primordialmente bom, o mal sendo apenas secundário, derivando-se da liberdade dos agentes substantivais, os quais podem se recusar o Absoluto. Também conforme sua doutrina cristã, defendia o valor da pessoa individual. Temia as direções que a sociedade tomava com doutrinas coletivistas. Em 1934, escreve na publicação Industrialismo, comunismo e perda de personalidade:
"Precisamos compreender e concretizar o desenvolvimento da vida pessoal livre e individual, porque estamos na encruzilhada de um processo histórico. A escolha é nossa: podemos construir algo semelhante a um formigueiro em que cada unidade é apenas um órgão do todo; ou criar uma sociedade de pessoas livres que amem o todo social, mas também o ser pessoal individual."

### Apreciação
Frédéric Tremblay considera Losski como fundamental na recepção de Husserl na Rússia. Losski fez críticas ao sistema de Husserl como sendo um idealismo neokantiano solipsista, afirmando que ele não era radical o suficiente devido ao princípio fenomenológico da suspensão de juízo (epoché). Segundo o russo, era inevitável um julgamento existencial sobre o mundo, e por isso Losski afirmava um realismo ingênuo de forma crítica. Ele também foi importante à recepção de Bergson.
Há estudos que comparam ideias de Losski como semelhantes às de Max Scheler. Também há semelhança com o pensamento de desenvolvimento orgânico teleológico de Pierre Teilhard de Chardin.

## Influência
Em reminiscências biográficas registradas no início da década de 1960, a romancista filosófica e fundadora do objetivismo, Ayn Rand, lembrou apenas Losski entre seus professores na Universidade de Petrogrado ou na Universidade de São Petersburgo, relatando que ela estudou filosofia clássica com ele antes de sua remoção do cargo de professor. pelo regime soviético. Porém há contestações sobre alguns detalhes que ela relatou.
Influenciou também o filósofo e teólogo Joseph Papin, que publicou a obra Doctrina De Bono Perfecto, Eiusque Systemate N.O. Losskij Personalistico Applicatio (Leiden: E.J. Brill, 1946).